# The Paradise of Thorns
The Paradise of Thorns (วิมานหนาม) é um filme de drama romântico tailandês de 2024 dirigido e escrito por Naruebet Kuno em sua estreia como diretor de longa-metragem. O filme é estrelado por Jeff Satur e Engfa Waraha. O filme foi lançado nos cinemas da Tailândia em 22 de agosto de 2024 e teve sua estreia internacional no Festival Internacional de Cinema de Toronto de 2024 em 6 de setembro de 2024.

## Premissa
Um casal gay não casado inicia uma fazenda de durian juntos. Quando um deles morre, o parceiro sobrevivente luta para recuperar sua propriedade compartilhada, que é confiscada pela família do falecido parceiro.

## Elenco
- Jeff Satur como Thongkham Kronlongsuk
- Engfa Waraha como Hom Jongyoi
- Seeda Puapimon como Nang Saeng Boonkamlue, mãe de Sek
- Harit Buayoi como Jingna Jongyoi, irmão mais novo de Hom
- Pongsakorn Mettarikanon como Seksan Boonkamlue

## Produção
Em março de 2023, o projeto foi anunciado pela primeira vez pela GDH 559 em sua coletiva de imprensa de 2023 sob o título The Project D e estava programado para ser lançado no final do ano. A GDH originalmente escalou Krit Amnuaydechkorn para o papel de Thongkham, mas ele desistiu devido a um conflito de agendamento e acabou sendo substituído por Jeff Satur.
O projeto foi exibido pelo GDH 559 no Festival de Cinema de Cannes de 2024.

## Lançamento
The Paradise of Thorns foi lançado nos cinemas tailandeses em 22 de agosto de 2024. O filme se tornou o terceiro filme tailandês de maior bilheteria de 2024, depois de arrecadar mais de ฿100 milhões (US$ 2,9 milhões). Teve sua estreia internacional no Festival Internacional de Cinema de Toronto de 2024 em 6 de setembro de 2024 durante seu programa Discovery.
O filme começou a ser exibido em 19 de setembro na Austrália e na Nova Zelândia; 25 de setembro nas Filipinas, 27 de setembro no Camboja, 3 de outubro no Laos, 10 de outubro em Singapura, 1 de novembro no Vietnã, 6 de novembro na Indonésia e 8 de novembro em Taiwan.
Será lançado na Netflix em 9 de janeiro de 2025.

## Prêmios e indicações
| Associações                      | Ano  | Categoria                     | Nomeações                     | Resultado |
| -------------------------------- | ---- | ----------------------------- | ----------------------------- | --------- |
| Feed Y Capital Awards            | 2024 | Resultado                     | The Paradise of Thorns        | Venceu    |
| GQ Thailand Men of the Year      | 2024 | Ator do Ano                   | Jeff Satur                    | Venceu    |
| Howe Awards                      | 2024 | Prêmio de Atriz Mais Gostosa  | Engfa Waraha                  | Venceu    |
| Jakarta Film Week                | 2024 | Prêmio de Destaque Global     | The Paradise of Thorns        | Indicado  |
| Thailand Box Office Movie Awards | 2024 | Filme do Ano                  | The Paradise of Thorns        | Pendente  |
| Thailand Box Office Movie Awards | 2024 | Diretor do Ano                | Naruebet Kuno                 | Pendente  |
| Thailand Box Office Movie Awards | 2024 | Ator do Ano                   | Jeff Satur                    | Pendente  |
| Thailand Box Office Movie Awards | 2024 | Atriz do Ano                  | Engfa Waraha                  | Pendente  |
| Thailand Box Office Movie Awards | 2024 | Ator Coadjuvante do Ano       | Harit Buayoi                  | Pendente  |
| Thailand Box Office Movie Awards | 2024 | Ator Coadjuvante do Ano       | Pongsakorn Mettarikanon       | Pendente  |
| Thailand Box Office Movie Awards | 2024 | Atriz Coadjuvante do Ano      | Seeda Puapimon                | Pendente  |
| Thailand Box Office Movie Awards | 2024 | Trilha Sonora Original do Ano | "Rain Wedding" por Jeff Satur | Pendente  |
| Zoomdara Awards                  | 2025 | Filme Mais Quente do Ano      | The Paradise of Thorns        | Pendente  |